# Neoraimondia
Neoraimondia  ist eine Pflanzengattung aus der Familie der Kakteengewächse (Cactaceae). Der botanische Name der Gattung ehrt den italienischen Naturforscher Antonio Raimondi (1826–1890). Der Zusatz „Neo“ war notwendig, da der Name Raimondia schon an eine Gattung der Annonengewächse (Annonaceae) vergeben war.

## Beschreibung
Die strauchigen bis baumartigen, kandelaberähnlichen Arten der Gattung Neoraimondia sind verzweigt und erreichen eine Wuchshöhe von bis zu 15 Meter. Die aufrechten, für gewöhnlich graugrünen Triebe erreichen Durchmesser von bis zu 40 Zentimeter. Ihre 4 bis 8 Rippen sind weit voneinander entfernt. Die großen, runden bis länglichen Areolen sind zapfenähnliche Kurztriebe. Sie sind filzig braun, dornig und wachsen über viele Jahre weiter. Die bis zu 12 (oder mehr) Dornen sind biegsam und bis 25 Zentimeter lang.
Die trichterförmigen Blüten sind rosa- oder cremefarben, entspringen verlängerten Kurztrieben und öffnen sich am Tag. Ihr Blütenbecher und die Blütenröhre tragen Schuppen, filzige Areolen und manchmal auch Borsten.
Die kugelförmigen Früchte haben braunfilzige Areolen, die kurze Dornen tragen. Die schwarzen Samen sind feingepunktet und von einer schleimigen Hülle umgeben.

## Systematik und Verbreitung
Die Gattung Neoraimondia ist in den Trockengebieten entlang der peruanischen Küste und in den Anden von Peru und Bolivien verbreitet.
Die Erstbeschreibung der Gattung erfolgte 1920 durch Nathaniel Lord Britton und Joseph Nelson Rose. Sie ordneten ihr als einzige Art die 1903 von Karl Moritz Schumann beschriebene Art Pilocereus macrostibas zu. Curt Backeberg konnte jedoch zeigen, dass die Pflanze bereits 1834 von Franz Julius Ferdinand Meyen als Cereus arequipensis beschrieben wurde. Ihr korrekter Name ist daher Neoraimondia arequipensis.
Die Typusart der Gattung ist Neoraimondia macrostibas, ein Synonym von Neoraimondia arequipensis.

### Systematik nach N.Korotkova et al. (2021)
Die Gattung umfasst folgenden Arten:
- Neoraimondia arequipensis (Meyen) Backeb.
- Neoraimondia herzogiana (Backeb.) Buxb. & Krainz

Ein Synonyme der Gattung ist Neocardenasia Backeb. (1949).

### Systematik nach Anderson/Eggli (2005)
Zur Gattung gehören die beiden Arten:
- Neoraimondia arequipensis (Meyen) Backeb.
  - Neoraimondia arequipensis subsp. arequipensis
  - Neoraimondia arequipensis subsp. roseiflora (Werderm. & Backeb.) Ostolaza = Neoraimondia arequipensis (Meyen) Backeb.
- Neoraimondia herzogiana (Backeb.) Buxb.

Ein Synonym der Gattung ist Neocardenasia Backeb. (1949).

## Nachweise